# Perdita mohavensis
Perdita mohavensis är en biart som beskrevs av Timberlake 1956. Perdita mohavensis ingår i släktet Perdita och familjen grävbin. Inga underarter finns listade i Catalogue of Life.